# Frau Holle
Frau Holle, también conocida como "Madre Nieve", "Madre Holle" o "Madre Hulda", es un cuento de hadas alemán recogido por los hermanos Grimm en su libro Cuentos de la infancia y del hogar en 1812 (KHM 24). Pertenece al 480 en la clasificación Aarne-Thompson-Uther.
Frau Holle (con sus variantes regionales Holla, Holda, Perchta, Berchta, Berta o Bertha) era en sus inicios una figura legendaria femenina de origen precristiano que sobrevivió en la creencia popular hasta bien entrado el siglo XIX.
El nombre puede tratarse de un cognado de la criatura escandinava conocida como la Huldra. Jacob Grimm intentó establecerla como una diosa germánica.

## La criatura legendaria

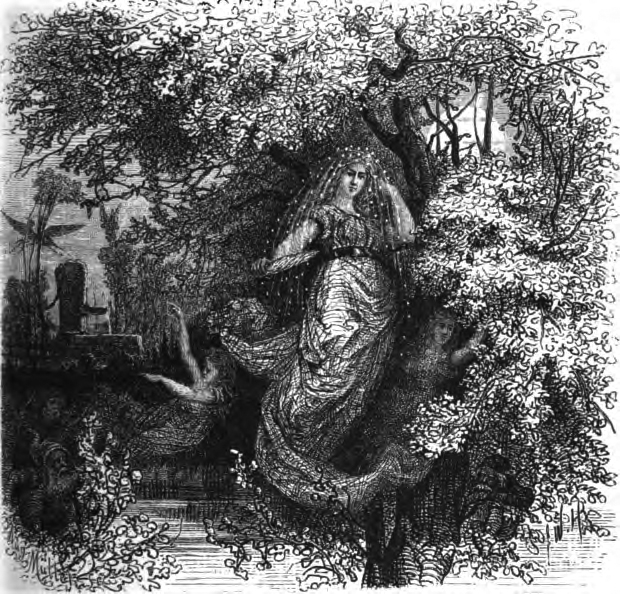
"Holda, the good protectress" (1882) por Friedrich Wilhelm Heine.

### Etimología
Se cree que el nombre proviene del alemán huld (amable, amigable, compasivo, agradecido), de hulde en alto alemán medio y huldī en alto alemán antiguo (amabilidad); cognado del danés y sueco huld (justo, amable, gentil) o hyld (secreto, escondido); del islandés hollur (fiel, dedicado, leal); del inglés medio hold o holde, y este del inglés antiguo hold (amable, amigable, gentil, favorable, leal, devoto, aceptable, placentero); del protogermánico hulþaz y este a su vez del protoindoeuropeo *kel- (tender a, inclinarse).
El nombre Hludana aparece en cuatro inscripciones latinas: tres provenientes del Bajo Rin (Corpus Inscriptionum Latinarum XIII 8611, 8723, 8661), uno del Münstereifel (CIL XIII, 7944) y otro de Beetgum, en Frisia (CIL XIII, 8830). Todos datan del 197 a. C. al 235 a. C. Se han llevado a cabo muchos intentos por interpretar este nombre.

### Orígenes y atestaciones
Marija Gimbutas declara que Hulda (o sus variantes) se trataría originalmente de una antigua diosa suprema germánica que precedió a la mayoría del panteón germánico, incluso a divinidades como Odín, Thor, Freya y Loki, hasta las tradiciones de la Europa neolítica preindoeuropea.
A medida que el cristianismo fue reemplazando poco a poco al paganismo escandinavo durante la Alta Edad Media, muchas de las costumbres antiguas se perdieron o fueron asimiladas en esa nueva religión. Hacia finales de la Plena Edad Media, el paganismo se vio casi completamente marginado y se mezcló con el folclore rural, en el cual el personaje de Frau Hulda lograría sobrevivir.
En el folclore germánico precristiano, Hulda, Holda, Holle y Holla fueron diferentes nombres que denotaban un solo ser. Según Erika Timm, Perchta emergió de un amalgama de las diferentes tradiciones germánicas, pregermánicas y probablemente celtas de las regiones alpinas, tras el periodo de las grandes migraciones ocurrido a en la Alta Edad Media. Hulda estaría relacionada con esta figura: mora en el fondo de un pozo, se desplaza en una carreta y enseñó a los humanos el arte de crear lino. También es la diosa a la que las almas de los infantes que han fallecido acuden y puede estar relacionada también a la figura de la Dunkle Großmutter (Abuela Oscura) y la Weisse Frau (Dama Blanca), elementos también relacionados con los cuentos de los Hermanos Grimm. Debido a su conexión con el mundo de los espíritus mediante la magia del hilado y tejido, se la relacionó con la brujería en el folclore católico alemán.
Tiene un festival que tiene lugar en mitad del invierno, cuando las personas se refugian en sus casas del frío. Cabe destacar que la festividad de los doce días de Navidad tiene su origen en los Zwölften (Los Doce), periodo en el que, al igual que en el calendario celta, se creía que los muertos deambulaban.
Se creía que Frau Holle volaba montada en una rueca, que se asemejaba a las escobas en las que se suponía que se desplazaban las brujas. De este mismo modo, también se la suele identificar con Diana en algunos documentos eclesiásticos antiguos. Ya a principios del siglo XI se la consideraba la líder de las mujeres y los espíritus nocturnos femeninos, los cuales eran a menudo nombrados hulden. Estos hulden abandonarían los poblados, atravesando puertas y paredes, en el silencio de la noche y dejando a sus durmientes maridos atrás, para viajar vastas distancias a través de los cielos y dirigirse a grandes festines o batallas entre las nubes.

El Canon Episcopi, del siglo IX, niega la existencia de mujeres que aseguren haber cabalgado con una "multitud de demonios". Burcardo de Worms, en una recensión posterior, se extiende sobre este mismo tema en la sección llamada De arte magica:
Have you believed there is some female, whom the stupid vulgar call Holda [or, in some manuscripts, strigam Holdam, the witch Holda], who is able to do a certain thing, such that those deceived by the devil affirm themselves by necessity and by command to be required to do, that is, with a crowd of demons transformed into the likeness of women, on fixed nights to be required to ride upon certain beasts, and to themselves be numbered in their company? If you have performed participation in this unbelief, you are required to do penance for one year on designated fast-days.
¿Creerás que existe alguna mujer, a la cual el basto estúpido llama Holda [o, en algunos manuscritos, strigam Holdam, la bruja Holda], que es capaz de hacer cierta cosa, como la que aquellos engañados por el demonio afirman que por necesidad y mandato requieren de hacer, esto es, con una multitud de demonios transformados a similitud de una mujer, en noches fijas requeridos de cabalgar sobre ciertas bestias, y contados con su compañía? Si has desempeñado participación en esta incredulidad, se te requiere que hagas penitencia durante un año en los días de ayuno designados.
Documentos eclesiásticos y canónimos posteriores consideran a Frau Holle sinónimo de Diana, Herodías, Perchta, Richella y Abundia. El historiador Carlo Ginzburg ha identificado creencias existentes por toda Europa a lo largo de miles de años, en los cuales se creía que los espíritus de hombres y mujeres abandonaban sus cuerpos para seguir a una diosa con los nombres antes mencionados, así como Madonna Oriente y Aradia. También identifica fuertes similitudes morfológicas con las diosas tempranas Hécate, Artemisa, Artio, la matres de Engio, la matronae y Epona, así como con figuras de algunos cuentos de hadas, como el de La Cenicienta.
Una fábula del siglo XVI recogida por Erasmus Alberus habla de un "ejército de mujeres" hoz en mano enviadas por Frau Hulda. En el siglo XVII Thomas Reinesius  menciona a Werra de Voigtland y su "multitud de ménades".

Frau Holle figura en algunas tradiciones alpinas precristianas que han sobrevivido hasta la actualidad. Durante el periodo de Navidad en algunos pueblos y ciudades de las regiones alpinas de Alemania, Austria y el norte de Suiza aún se llevan a cabo procesiones de enmascarados que se hacen pasar por Holda, Perchta o entidades similares, así como referenciando a la cacería salvaje. Es posible que algunas descripciones visuales de esta entidad aludan a un retrato popular, tal vez como parte de esta festividad. En 1522, en The Exposition of the Epistles at Basel, Martín Lutero escribe:
Here cometh up Dame Hulde with the snout, to wit, nature, and goeth about to gainstay her God and give him the lie, hangeth her old ragfair about her, the straw-harness; then falls to work and scrapes it featly on her fiddle.

Grimm basó su teoría de Holda en lo que creyó que eran las referencias más tempranas de este personaje: una interpolación del s. XI del Canon Episcopi de Burcardo de Worms e inscripcione precristianas de Hludana que relacionó a la misma divinidad. Existieron algunos retos para que pudiera conectar esta figura con una diosa pagana, ya que su primera apariencia definida la relaciona con la Virgen María, comúnmente nombrada Reina del Cielo. Un texto de principios del siglo XIII que lista supersticiones indica que "en la noche de la Natividad prepararon la mesa para la Reina del Cielo, a quien la gente llamaba Frau Holda, que les podría ayudar". Tanto Lotte Motz como Carlo Ginzburg concluyen que tiene un origen precristiano, en comparación con otras figuras y rituales similares extendidos por toda Europa.

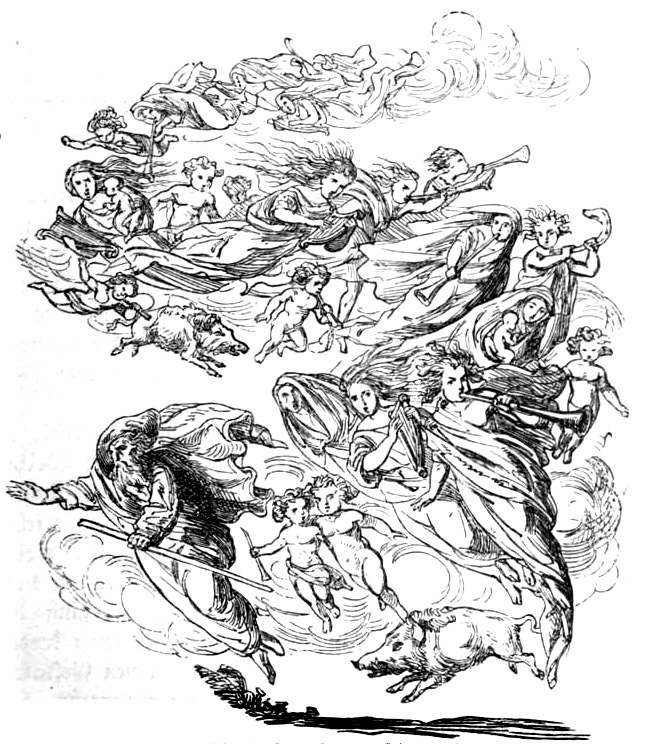
Frau Holle o Perchta con la cacería salvaje.

La Holda pagana apareció en varios catálogos de supersticiones y en sermones durante el siglo XV, y en el siglo XVI, Martín Lutero empleó la imagen para personificar los defentos de la razón hostil en contextos teológicos.
En conclusión, Frau Holle es una de las figuras legendarias femeninas más duraderas de Alemania y representa una deidad precristiana que sobrevivió en la creencia popular y en la memoria de la personas hasta bien entrado el siglo XIX.

### Variantes

#### Frau Gauden
Frau Gauden, también conocida como Frau Gode, Frau Gaur, Fru Goden, Frau Wohl y Mutter Gauerken, es una figura del folclore de Mecklemburgo. Se dice que está maldita por expresar su preferencia hacia la caza que a ir al cielo, y sus hijas, con ese mismo deseo, fueron transformadas en perros pequeños que tiran de su carreta o trineo, o ejercen como perros de caza. Visita las casas de los humanos durante los doce días de Navidad, castiga a los perezosos y premia a los virtuosos o aquellos que la ayudan.

#### Perchta
Los hermanos Grimm declaran que Perchta o Berchta era conocida "precisamente en esas regiones en las que no se encuentra Holda, en Suabia, Alsacia, Suiza, Baviera y Austria".
Según Jacob Grimm (1882), se menciona a Perchta en documentos en Alto Alemán Antiguo en el siglo X bajo el nombre de Frau Berchta y se pensaba que era un espíritu que llevaba una túnica blanca. Se la tenía como una diosa relacionada con el hilado y la costura, como en mitos de Holda en las regiones continentales germánicas. Jacob creía que Perchta era el equivalente femenino a Berchtold, y que era en ocasiones la líder de la cacería salvaje.
Según Erika Timm, Perchta emergió de un amalgama de las tradiciones germánicas y el pre-germánicas, probablemente celtas, de las regiones alpinas tras el periodo de migración de la Alta Edad Media.

#### Spillaholle
La Spillaholle (también Spillahulle, Spillahole, Spillahôle y Spiellahole en silesio; y Spindelholle en alemán estándar, donde Spindel significa "huso") es una criatura legendaria que sólo se encuentra en el folclore alemán de Silesia incluyendo la Silesia austríaca. Se puede encontrar un ente similar en las leyendas folclóricas de la antiguas zonas germanófonas de Bohemia. La Spillaholle es una variante silesia de criaturas legendarias femeninas como la Hulda (Frau Holle) o Perchta. En Bohemia, se la conoce sencillamente como Frau Holle ("Señora Holle"). Otros nombres de origen silesiano para la misma entidad son Satzemsuse, Mickadrulle y Muckatrulle.
La Spindelholle es una anciana con la piel amarillenta, de brazos y piernas cortos, descripciones que encajan con una hag. Puede aparecer encapuchada , en cuyo caso recibe el nombre de Popelhole o Popelhôle (Popelholle en alemán estándar, y que significaría "Holle encapuchada") o portando harapos, como demuestra la variante Zumpeldrulle o Zompeldroll. También se la ha visto con un antiguo vestido franconio. La Frau Holle bohemia es una anciana menuda y fea que carga una tanda de ortigas verdes.
La actividad principal de la Spillaholle es el hilado y se empleaba como una especie de hombre del saco para los niños. Existe una amplia variedad de nombres para la Spillaholle que muestran su conexión con las ruecas, como Spilladrulle, Spillagritte, Spillmarthe, Spillalutsche o Spellalutsche.
Spillaholle se aparece principalmente durante los meses de invierno, en especial durante el Adviento, Navidad o durante el Zwölften (doce días de Navidad). Iba de casa en casa comprobando si los niños y las hilanderas hacían con diligencia su trabajo, observando a través de las ventanas o incluso las grietas de las paredes. Si veía que aún seguían hilando durante la tarde y la noche, tenía para ellos un castigo.
Si las hilanderas aún no habían terminado, la Satzemsuse se sentaba en sus regazos durante el hilado o incluso les cambiaba sus husos por husos ígneos. La Spillaholle se llevaba a las hilanderas perezosas consigo. Frau Holle las golpeaba con ortigas. Si toda la estopa había sido ya hilada, no solo no había castigo sino que dejaba una aguja en esa casa para protegerla de la mala suerte durante todo el año siguiente. Además, en Bohemia no se debía trabajar en el hilado en la noche del 21 de diciembre, día de Santo Tomás. Si desacataban esta norma, eran castigados por Frau Holle.
A los niños que hilaban por la noche, Spindelholle les decía: "Verzage nicht, verzage nicht, warum spinnst du die Zahl am Tage nicht?" (No os asustéis, no os asustéis, ¿por qué no hilaís durante el día?). Entonces mataba a los niños o se los llevaba consigo. Para que esto no pasara, los padres avisaban a sus hijos cuando a la tarde el viento resonaba en la estufa: "Die Spillagritte kommt!" (¡Que viene la Spillagritte!) o les cantaban la siguiente rima:
| Alemán de Silesia                  | Alemán estándar                          | Español                               |
| ---------------------------------- | ---------------------------------------- | ------------------------------------- |
| Spennt, Kendala, spennt,           | Spinnt, Kinderlein, spinnt,              | Hilad, niñitos, hilad,                |
| De Spellalutsche kemmt;            | Die Spillalutsche kommt;                 | la Spillalutsche viene;               |
| Se guckt zu olla Löchlan rei,      | Sie guckt zu allen Löchlein rein,        | observa a través de los huequecitos,  |
| Ebs Strânla watt bâle fertig sein. | Ob das Strähnlein wird bald fertig sein. | si la hebrecita se pronto se acabará. |

La Spillaholle también daba sustos de muerte o deambulaba por senderos boscosos. Una actividad suya menos maliciosa era la de causar la nieve, como se sabe que hacía la Frau Holle estándar. Cuando la Spillaholle sacude su cama, nieva.
Se dice que vive bajo una roca en el bosque, conocida como Spillalutschenstein o "la roca de Spillalutsche", y sobre la cual se pueden ver siete luces durante la noche. Normalmente, la Spillaholle aparecía en solitario, pero, como Popelhole, estaría casada con el Popelmann, un bogeyman silesio. Como Satzemsuse tiene acompañantes, los Satzemkater (gatos), los Satzemziege (cabras) y el Rilpen, un conjunto de duendecillos de los bosques. La Frau Holle estaría acompañada por pequeñas criaturas deformes a las que ordenaría infringir castigos con varas.

## El cuento de hadas

### Trasfondo
El cuento fue publicado por los hermanos Grimm en la primera edición de Cuentos de la infancia y del hogar en 1812. Su fuente fue una amiga y futura cónyuge de Wilhelm Grimm, Dortchen Wild. Se añadieron algunos detalles en la segunda edición de 1819, basados en el informe de Georg August Friedrich Goldmann, de Hannover.

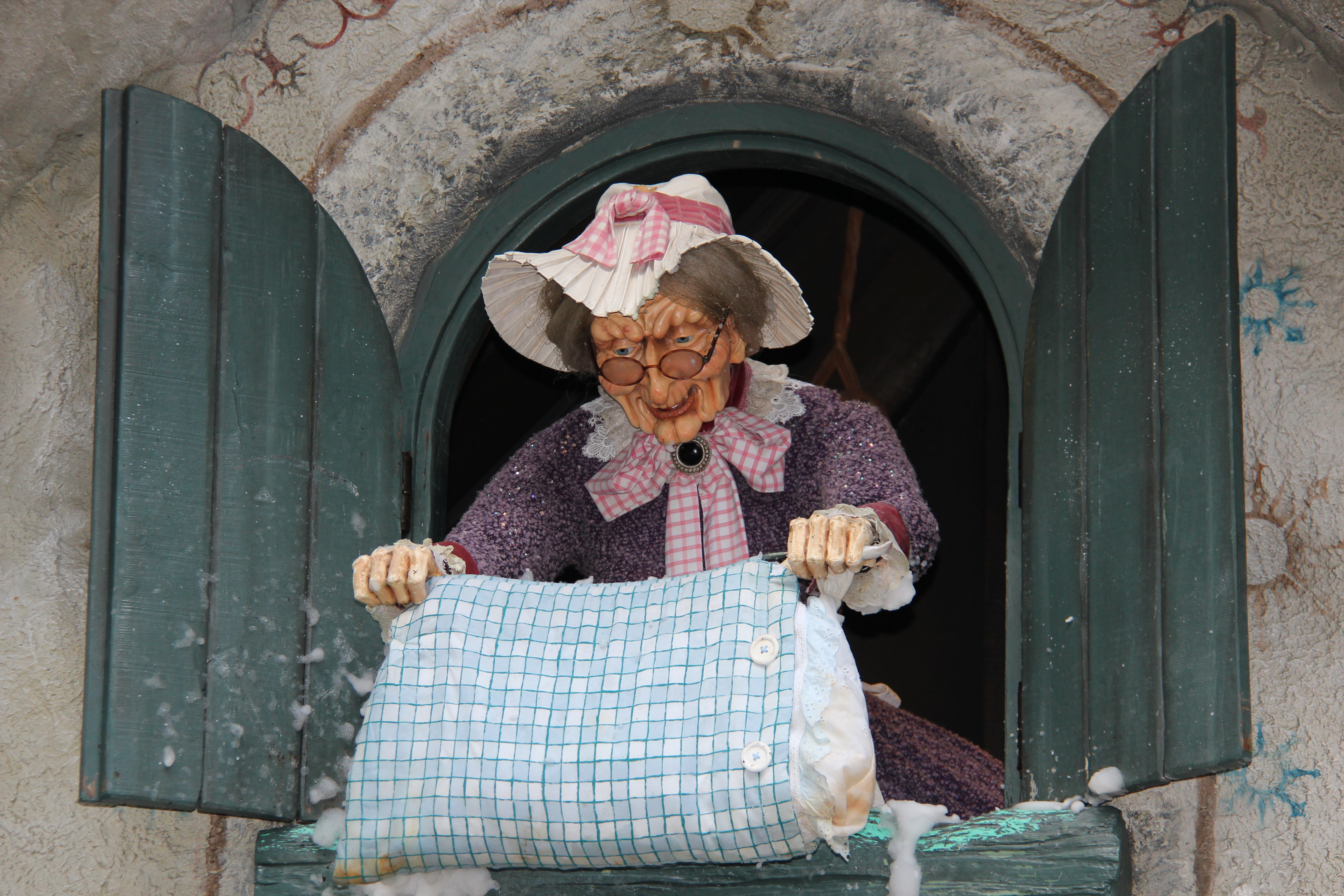
Frau Holle en el parque Efteling

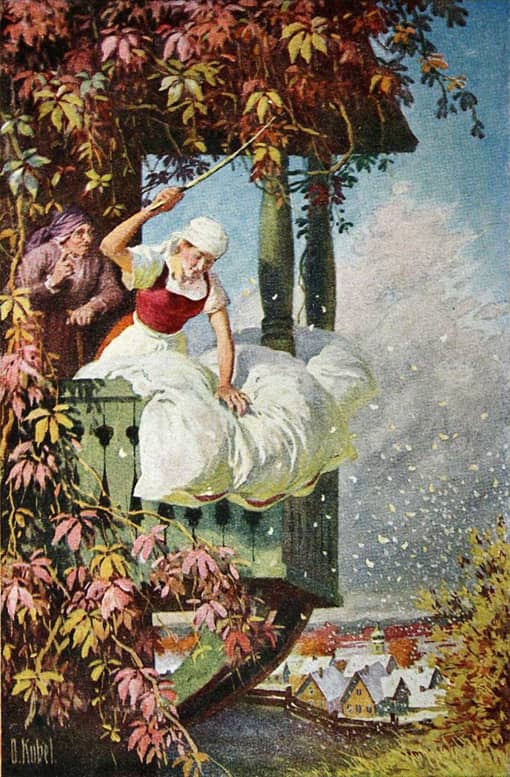
Ilustración de Otto Kubel

Existe la expresión de uso común en Hesse y alrededores, "Holda está haciendo su cama", utilizada cuando está nevando. Según esta, cuando Hulda haría nevar al sacudir su ropa de cama por la ventana. Al igual que muchos otros cuentos registrados por los hermanos Grimm, la historia de Frau Holle se utilizaba para enseñar una lección. En este caso, que el trabajo duro siempre tiene recomensa y la pereza, un castigo.

### Sinopsis

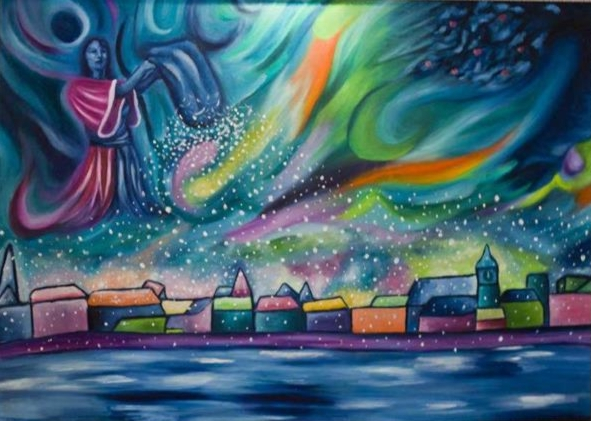
Frau Holle

Una viuda adinerada vivía con su hija y su hijastra. Esta favorecía a su hija biológica, consintiéndola y malcriándola, mientras que su hijastra tenía que encargarse de todas las tareas. Cada día, la hijastra se sentaba junto a un pozo a hilar.
Un día se pinchó el dedo con la aguja del huso. Al inclinarse sobre el pozo para limpiarse la sangre, se le cayó el huso y se hundió en el agua. Temiendo el castigo que podría recibir por haberlo perdido, se lanzó al agua en su búsqueda.
De repente se encontró en un prado, donde se topó con un horno lleno de pan, que pedía ser sacado antes de que se quemara. Así, utilizando una pala de panadero, lo sacó y continuó su camino. Más adelante se encontró con un manzano que le pidió que recogiera sus manzanas. Así lo hizo antes de continuar su camino. Finalmente, llegó a una pequeña cabaña que pertenecía a una anciana. Esta le ofreció quedarse a cambio de que se encargara de las tareas del hogar.
La mujer se identificó como Frau Holle, y le advirtió que debía sacudir bien las almohadas de plumas y la colcha cuando hiciera la cama, ya que eso haría que nevara en el mundo de la joven. Esta accedió a hacerse cargo de aquello y procuró sacudir siempre la almohada y el colchón, hasta que las plumas salieron volando como copos de nieve.
Después de un tiempo, la joven se enfermó y le indicó a Frau Holle que era hora de que regresara a casa. Frau Holle estaba tan impresionada por su bondad y dedicación que cuando la escoltó hasta la puerta, una lluvia de oro cayó sobre la joven. También le hizo entrega del huso que se le había caído en el pozo. Con ello, la puerta se cerró y la joven se encontró de vuelta en su mundo, no muy lejos de la casa de su madrastra.
Su madrastra deseaba que su hija biológica tuviera la misma fortuna, así que la mandó a sentarse en el pozo e hilar, pero esta lanzó el huso de manera deliberada en el pozo antes de saltar ella. También se encontró con el horno, pero no ayudó al pan; como tampoco ayudó al manzano. Cuando llegó a la casa de Frau Holle, inicialmente se hizo cargo de las tareas del hogar, pero pronto le pudo la pereza y sus costumbres descuidadas. Frau Holle se deshizo pronto de ella. Cuando la joven se encontraba frente a la puerta, un caldero lleno de brea cayó sobre ella. "Esto es lo que te has ganado", le dijo Frau Holle, y cerró la puerta.
En otras versiones del mismo cuento, caía una moneda de oro de los labios de la primera chica cada vez que hablara, mientras que de la segunda saldría un sapo.

### Análisis
Al igual que muchos otros de los cuentos recogidos por los hermanos Grimm, "Frau Holle" personifica el buen y el mal comportamiento, y la consecuente recompensa o castigo que recibirían respectivamente. Sin embargo, también muestra bastantes contrastes con respecto a otras historias. Por lo general, la entidad mágica se le aparece al protagonista en el mundo real y son, por lo general, anónimos y por lo tanto dificultan la tarea de relacionarlas con figuras mitológicas precristianas. Por el contrario, Frau Holle habita en algún plano sobre la Tierra y es la protagonista la que tiene que ir a su encuentro, en este caso al sumergirse en un pozo. Cuando le hace la cama, las plumas que se desprenden son las que provocan la nieve en el mundo de la protagonista. De esta forma, este cuento es, a su vez, un ejemplo de mito fundacional.
Es inevitable la comparación entre Frau Holle y deidades de la tierra o el clima. Jakob Grimm indicó que Thunar (Thor) crea la lluvia de forma similar, y sugiere que Frau Holle se encontraría en un rango muy alto en el panteón germánico.
Aunque no es el único en este aspecto, la historia de Frau Holle destaca además por la ausencia de motivos relacionados con las clases altas, como palacios, bailes a los que la protagonista puede ser o no invitada o el ascenso de estatus a la nobleza mediante el matrimonio.
Según el sistema Aarne-Thompson-Uther, utilizado para la clasificación de fábulas y cuentos de hadas, Mother Hulda sería una historia del tipo 480, Jovencitas amables y antipáticas, dentro de Tareas sobrenaturales, en Cuentos de magia, perteneciente al grupo Cuentos folclóricos ordinarios. Otros cuentos pertenecientes a este apartado serían Shira-kiri Suzume, Diamantes y sapos, Las tres cabezas en el pozo, Padre Frost, Los tres hombrecitos en el bosque, La corona encantada, La vieja bruja y Los dos cofres. Entre algunas variantes a este tipo de cuento se incluyen Las tres hadas y Aurora y Aimée.

### Adaptaciones cinematográficas
- Mother Holly (1906), Alemania
- Frau Holle (1953), Alemania Oriental
- Frau Holle (1954), Alemania Occidental
- Mother Holly (1961), Alemania Occidental
- Mother Holly (1963), Alemania Oriental
- Maria d'Oro und Bello Blue (1973), Alemania Occidental
- Perinbaba (1985), Checoslovaquia
- Frau Holle (2008), Alemania

- Invierno de abuela, la historia de unos niños basado en Frau Holle
- Kallo Y los Duendes
- Los Meses
- El Tres Spinners, un cuento de hada similar, también recogido por los Hermanos Grimm.
- Cierto y Untrue
- Diamantes y Sapos